# Seksualizacja

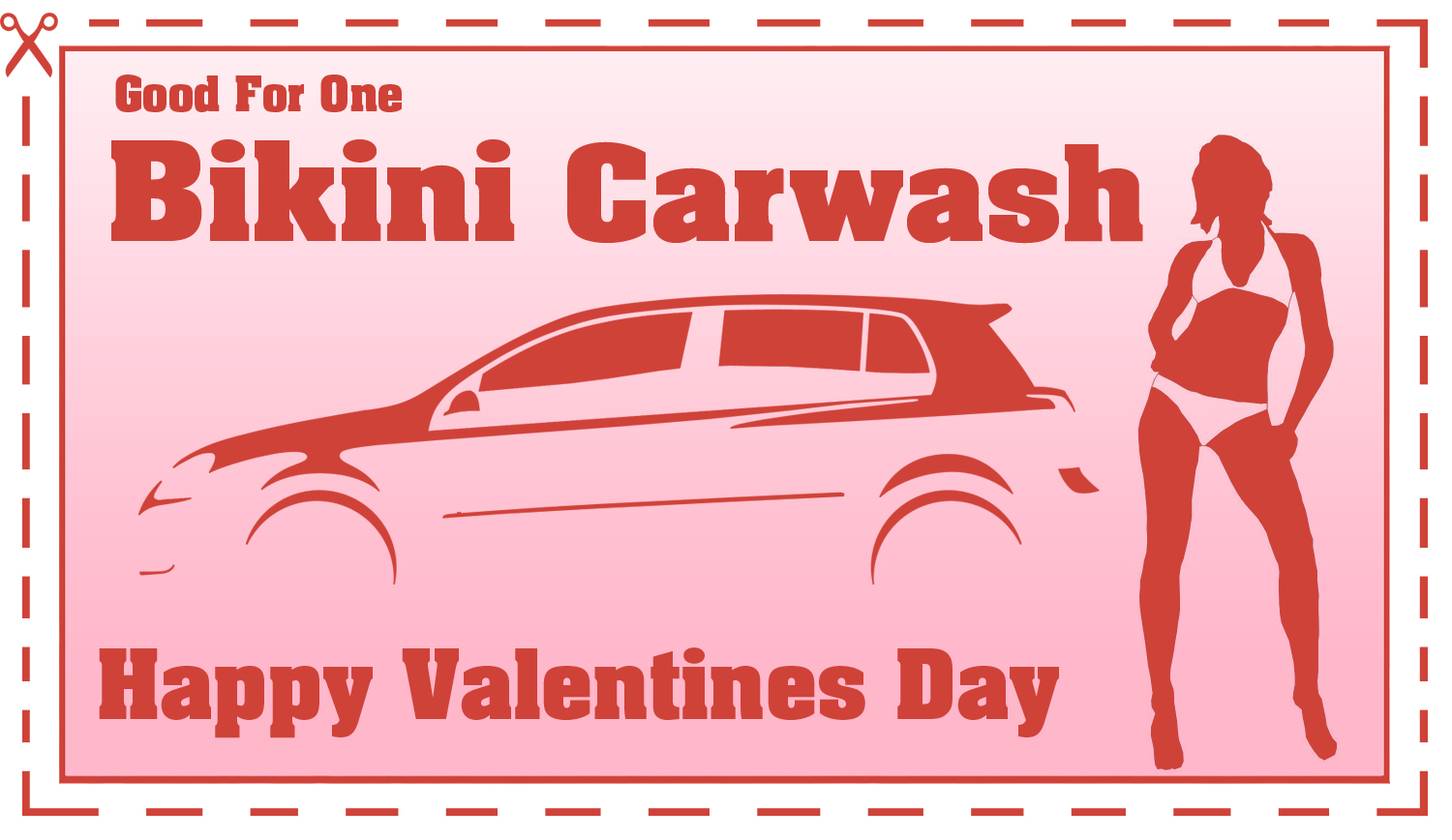
Kupon do myjni samochodowej prezentujący uprzedmiotowiony wizerunek kobiety

Seksualizacja – proces, w wyniku którego wartościowanie drugiej osoby oraz siebie samego/siebie samej dokonywane jest przez pryzmat atrakcyjności seksualnej. Odbywa się w 3 wymiarach: społeczno-kulturowym, interpersonalnym i intrapsychicznym. Polega na instrumentalnym podejściu do osoby poprzez postrzeganie jej jako przedmiotu do seksualnego wykorzystywania w oderwaniu od jej godności i aspektów osobowościowych, zaś wartość osoby jest mierzona poziomem atrakcyjności seksualnej. 
W odniesieniu do dzieci i młodzieży, seksualizacja stanowi przykład nakładania norm, zasad, wymogów, potrzeb, wyglądu i zachowań należących do świata dorosłych.
Na podstawie raportu Amerykańskiego Towarzystwa Psychologicznego, jak również wyników badań polskich i zagranicznych ekspertów, przedstawiono przejawy seksualizacji we współczesnej kulturze – widoczne w muzyce, czasopismach młodzieżowych, Internecie i produktach, takich jak lalki.

## Wymiary seksualizacji
Wyróżnić można:
- Wymiar społeczno-kulturowy - najlepiej objaśnić na przykładzie telewizji. Na szklanym ekranie przedstawia się świat zdeterminowany głównie męskim sposobem odbioru seksualności.

- Wymiar interpersonalny - wskazuje na kontekst rodzinny i tutaj badania pokazują, że sposób myślenia rodziców o innych w kontekście płci ma znaczący wpływ na to, w jaki sposób dziecko postrzega samego siebie, swoją płeć oraz wpływa na jego zachowania w stosunku do innych.
- Wymiar intrapsychiczny - wymiar który zachodzi w percepcji danej osoby. To swego rodzaju wewnętrzy konflikt dotyczący codziennych wyborów[1].